# Kỳ Tân, Hạc Bích
Kỳ Tân (chữ Hán giản thể: 淇滨区, âm Hán Việt: Kỳ Tân khu) là một quận thuộc địa cấp thị Hạc Bích, tỉnh Hà Nam, Cộng hòa Nhân dân Trung Hoa. Quận Kỳ Tân có diện tích 295 km², dân số năm 2002 là 130.000 người. Mã số bưu chính của Kỳ Tân là 458000. Quận Kỳ Tân được chia thành 1 nhai đạo, 1 trấn, 3 hương. 
- Nhai đạo Kim Sơn.
- Trấn: Đại Lãi Điếm.
- Hương: Thượng Dục và Đại Hà Gian.